# Латвия на «Детском Евровидении — 2004»
Латвия участвовала в «Детском Евровидении — 2004», проходившем в Лиллехаммере, Норвегия, 20 ноября 2004 года. На конкурсе страну представил Мартиньш Талбергс с песней «Balts vai melns», выступивший двенадцатым. Он занял последнее (восемнадцатое) место, набрав 3 балла.

## Национальный отбор
Национальный отбор прошёл 2 октября 2004 года, ведущими которого были Рута и Лаурис Рейники. Победитель был определён телеголосованием.
| Bērnu Eirovīzija 2004 — 2 октября 2004 | Bērnu Eirovīzija 2004 — 2 октября 2004 | Bērnu Eirovīzija 2004 — 2 октября 2004 | Bērnu Eirovīzija 2004 — 2 октября 2004 | Bērnu Eirovīzija 2004 — 2 октября 2004 |
| №                                      | Артист                                 | Песня                                  | Место                                  | Всего                                  |
| -------------------------------------- | -------------------------------------- | -------------------------------------- | -------------------------------------- | -------------------------------------- |
| 01                                     | Байба Скудике                          | «Manis dēļ»                            | —                                      | —                                      |
| 02                                     | Мартиньш Талбергс                      | «Balts vai melns»                      | 1                                      | 6317                                   |
| 03                                     | Сабина Березина                        | «Ir laiks»                             | —                                      | —                                      |
| 04                                     | Мик Дукурс                             | «Mēs esam viens otram»                 | —                                      | —                                      |
| 05                                     | Илзе Миглиниеце                        | «Tad, kad lauka list»                  | —                                      | —                                      |
| 06                                     | Кристина Захарова                      | «Pārdomas»                             | —                                      | —                                      |
| 07                                     | Ральф Эйланд                           | «Dziesmiņa par mērkaķis»               | 3                                      | 3557                                   |
| 08                                     | Эдгар Шмиукшис                         | «Meitenes dziesma»                     | —                                      | —                                      |
| 09                                     | Надежда Манкевич                       | «Es vēlos»                             | —                                      | —                                      |
| 10                                     | Эвита Гржибовская                      | «Nāc dziedi, dejo līdzi»               | 2                                      | 4667                                   |

## На «Детском Евровидении»
Финал конкурса транслировал телеканал LTV1, комментатором которого был Карлис Стрейпс, а результаты голосования от Латвии объявляла Сабина Березина. Мартиньш Талбергс выступил под двенадцатым номером после Хорватии и перед Великобританией, и занял последнее место, набрав 3 балла.

## Голосование[6]
| Баллы     | Страна |
| --------- | ------ |
| 12 баллов |        |
| 10 баллов |        |
| 8 баллов  |        |
| 7 баллов  |        |
| 6 баллов  |        |
| 5 баллов  |        |
| 4 балла   |        |
| 3 балла   |        |
| 2 балла   | Греция |
| 1 балл    | Польша |

| Баллы     | Страна             |
| --------- | ------------------ |
| 12 баллов | Румыния            |
| 10 баллов | Великобритания     |
| 8 баллов  | Хорватия           |
| 7 баллов  | Франция            |
| 6 баллов  | Испания            |
| 5 баллов  | Нидерланды         |
| 4 балла   | Дания              |
| 3 балла   | Северная Македония |
| 2 балла   | Кипр               |
| 1 балл    | Белоруссия         |